# Żywot błogosławienego Aleksego spowiednika
Żywot błogosławienego Aleksego spowiednika – prozatorski żywot św. Aleksego wydany po polsku w 1529.
Żywot został przełożony z łacińskiego dzieła Gesta Romanorum. Ukazał się w Krakowie w drukarni Szarfenbergów. W tej samej książce znalazł się również Żywot Eustachiusza męczennika. Egzemplarz dzieła znajduje się w Bibliotece Jagiellońskiej w Krakowie. Żywot błogosławienego Aleksego rozwija inną wersję fabularną dziejów świętego niż wcześniejsza wierszowana Legenda o świętym Aleksym.
Autorstwo przekładów jest niepewne. Tłumaczem mógł być Jan z Koszyczek, zaś redaktorem przekładu – Jan Sandecki-Malecki. Nie można jednak wykluczyć, że tłumaczem był Sandecki-Malecki, który umieścił też na początku tomu krótki wiersz Ku czytelnikowi, podpisany „Jan S. uczynił”.